# Клейст, Франц Казимир фон
Франц Казимир фон Клейст (нем. Franz Kasimir von Kleist; 25 января 1736, Штеттин — 30 марта 1808, Берлин) — прусский генерал от инфантерии (1802),  александровский кавалер (1798).

## Биография
Родился в 1736 года в Штеттине в семье генерал-лейтенанта. В возрасте 20 лет Клейст поступил на службу в полк своего отца. В ходе Семилетней войны отличился при осаде обороняемого австрийцами Швейдница, где был ранен. В 1762 году Клейст стал адъютантом короля Фридриха Великого, а в 1769 году — адъютантом кронпринца Фридриха Вильгельма; к этому времени он был уже майором.
Во время Войны за баварское наследство Клейст служил в армии под командованием принца Генриха Прусского, в должности командира батальона. В 1780 году был произведён в полковники и назначен командиром полка. В 1788 году был произведен в генерал-майоры.
В 1800 году был награждён орденом Чёрного Орла и назначен губернатором Магдебурга.
В 1802 году был произведён в генералы от инфантерии.
Накануне Войны четвёртой коалиции (1806) вверенный фон Клейсту Магдебург представлял собой значительную крепость с огромным гарнизоном (25 000 человек при 600 орудиях). Крепость не обновлялась с 1740 года, но была вполне пригодна для обороны, в том числе благодаря большим объёмам накопленных запасов продуктов и пороха.
В 1806 году, после поражения прусской армии от Наполеона и Даву при Йене и Ауэрштедте, комендантов прусских крепостей охватила паника. Крупные крепости (Штеттин, Шпандау, Кюстрин) и множество мелких сдавались французским войскам одна за другой. К Магдебургу подступил французский корпус маршала Нея, сопоставимый по численности с гарнизоном крепости и не имевший ни тяжёлых орудий ни иных приспособлений для осады. Тем не менее, Клейст, напуганный поражениями Пруссии, сдал крепость Нею всего через три недели, далеко не исчерпав возможностей для её обороны.
После заключения Тильзитского мира фон Клейст по приказу короля Фридриха Вильгельма III наряду с рядом других генералов был отдан под суд. Скончался в 1808 году в ожидании суда в тюрьме в Берлине. Согласно расхожему выражению, «Клейст скончался от стыда в ожидании суда». Тем не менее, суд в 1812 году счёл нужным вынести приговор, согласно которому, «Если бы генерал фон Клейст был еще жив, его бы расстреляли за поспешную и совершенно нелепую сдачу французам важной крепости Магдебург». Король утвердил приговор.